# Увачан, Владимир Васильевич
Владимир Васильевич Увачан (31 января 1943, Эвенкийский автономный округ — 9 августа 2012, Москва) — советский партийный и российский государственный деятель, последний первый секретарь Эвенкийского окружкома КПСС (1986—1991).

## Биография
Родился и вырос в тайге, в чуме. Играл, как и все таёжные дети, в оленевода, охотника. С малых лет научился метать маут, ставить ловушки, выслеживать зверя. Этому его научил дед Пётр Анисимович Увачан. Эвенк по национальности. 
В 1969 году окончил Красноярский государственный педагогический институт, Академию общественных наук при ЦК КПСС.
Работал учителем средней школы в п. Тура Эвенкийского автономного округа; был на партийной и комсомольской работе в Эвенкийском автономном округе: первый секретарь Илимпийского райкома ВЛКСМ, первый секретарь окружкома ВЛКСМ, первый секретарь Байкитского райкома КПСС.
- 1978—1986 гг.— второй секретарь Эвенкийского окружного комитета КПСС
- 1986—1991 гг. — первый секретарь Эвенкийского окружного комитета КПСС,
- 1990—1993 гг. — народный депутат РСФСР, член Совета Национальностей Верховного Совета РФ. Являлся членом Комиссии Совета Национальностей по вопросам социального и экономического развития республик в составе РФ, автономных областей, автономных округов и малочисленных народов, принимал участие в работе фракций и групп «Россия», «Север», «Отчизна» по проблемам беженцев и защите прав российских соотечественников, был членом фракции «Суверенитет и равенство».

Избирался депутатом Илимпийского и Байкитского районных, Эвенкийского окружного, Красноярского краевого Советов народных депутатов, был делегатом XIX Всесоюзной партийной конференции и XXVIII съезда КПСС.
В октябре 1993 года — участник Октябрьских событий, поддерживал Верховный Совет в конфликте с Борисом Ельцином. Пережил блокаду и расстрел Белого дома.
Работал консультантом организационного управления Совета Федерации Федерального Собрания РФ.
Всегда выступал за возрождение народов Севера, за создание необходимых для этого материальных и прочих условий, в том числе увеличения мест в вузах для внеконкурсного поступления представителей северных народностей, учреждения Университета народов Севера.
В последние годы жизни жил в Москве, продолжал заниматься обширной общественной деятельностью, возглавлял землячество северян в столице.

## Семья
- Жена — Людмила Георгиевна Увачан (1952—2022), библиотекарь. С 1997 по 2004 год занимала должность помощника члена Совета Федерации от Эвенкии А.А. Боковикова, затем Н.А. Анисимова.
- Старший сын — Василий Владимирович Увачан (р.1973), юрист, историк-этнограф. Федеральный инспектор по г. Москве аппарата полномочного представителя Президента Российской Федерации в Центральном федеральном округе с 2021 года.
- Младший сын — Антон Владимирович Увачан, юрист. С 2011 по 2012 год занимал должность врио первого заместителя главы администрации Эвенкийского района. С 2012 года по 2015 год – руководитель Управления Федеральной службы по аккредитации по Сибирскому федеральному округу. В настоящее время работает в дочерней компании Государственной корпорации «Ростех».
- Дядя — Василий Николаевич Увачан (1917—1988), советский партийный деятель, доктор исторических наук, профессор.

## Награды
- 2 ордена «Знак Почёта»
- Золотой знак Эвенкии (2012, посмертно)